# Skizo
|  | Denne artikel er oprettet af botten PalnaBot ud fra en ekstern database. Den kan derfor have sproglige fejl eller mangler. Denne skabelon kan fjernes efter kontrol af indholdet. |

Skizo er en kortfilm instrueret af Svend Ploug Johansen efter eget manuskript.

## Handling
Den jaloux kæreste David, Danny Thykær, overvåger sin kæreste Sarahs (Susie Christiansen) færden. Han filmer hende og opdager at hun er ham utro. Han planlægger af dræbe hende med en kniv, mens hun tager et bad.